# Südtiroler Kulturinstitut
Das Südtiroler Kulturinstitut (abgekürzt: SKI) ist ein Verein privaten Rechts mit Sitz im Kulturhaus Walther von der Vogelweide (Waltherhaus) in der Südtiroler Landeshauptstadt Bozen (Italien). Schwerpunkte der Tätigkeit sind die Kontaktpflege zum übrigen deutschen Sprach- und Kulturraum und die Organisation von Theatergastspielen, Gastkonzerten, Ausstellungen, Autorenlesungen sowie wissenschaftlichen Tagungen.

## Geschichte

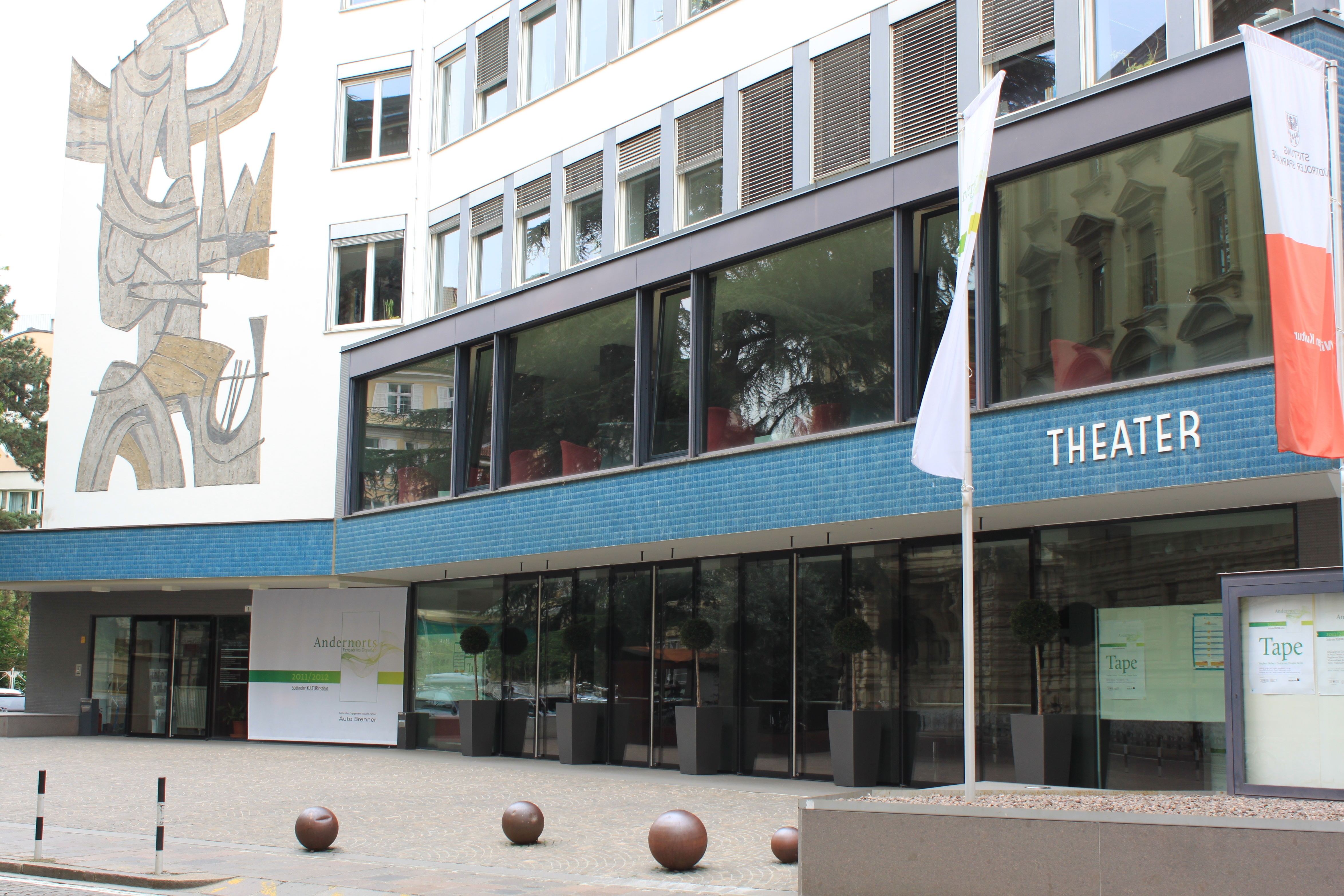
Das Waltherhaus in Bozen, Sitz des SKI

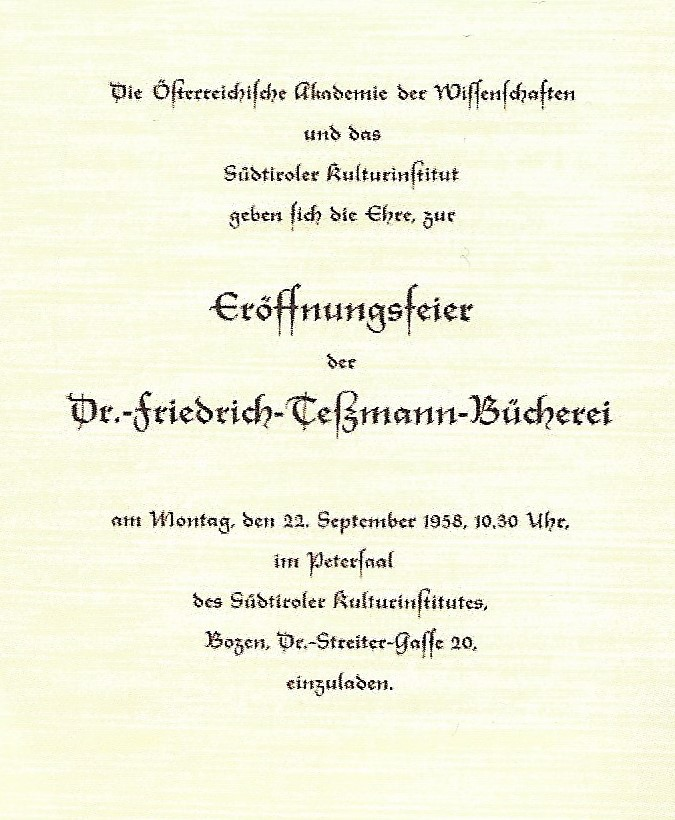
Gemeinsame Einladung von ÖAW und SKI zur Eröffnung der Teßmann-Bücherei, 1958

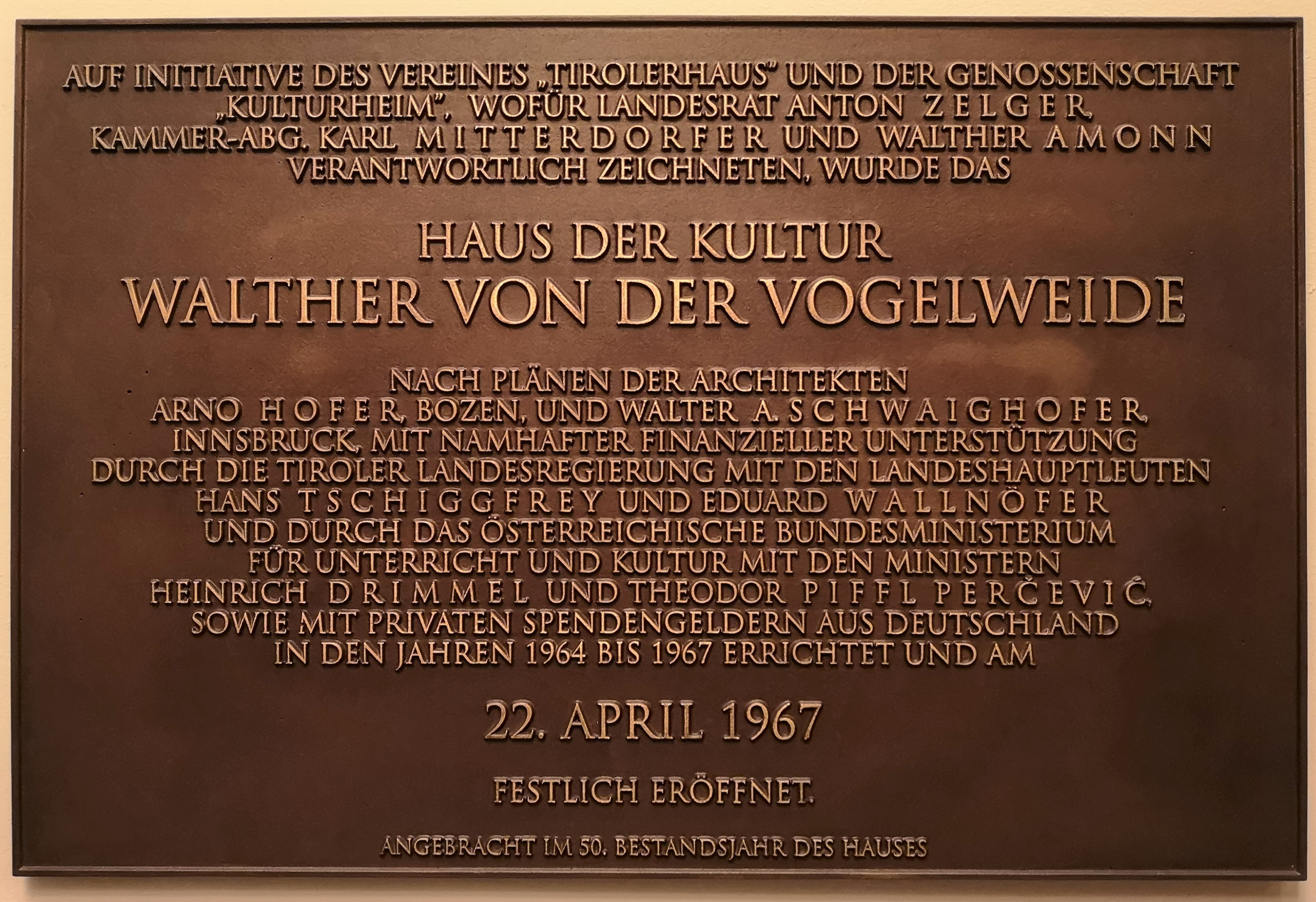
Gedenktafel im Waltherhaus Bozen 1967–2017

Das Kulturinstitut wurde 1954 in Bozen gegründet. Aufgrund der schwierigen politischen Situation in Südtirol ging es dem Institut zunächst darum, für den kulturellen Fortbestand der deutschsprachigen Bevölkerung in Südtirol initiativ zu werden. Zu den ersten Maßnahmen zählten die 1954 ins Leben gerufenen „Meraner Hochschulwochen zur Pflege europäischen Denkens“, die jeweils im September stattfanden, sowie – mit Unterstützung der Österreichischen Akademie der Wissenschaften – die Begründung der Landesbibliothek „Dr. Friedrich Teßmann“. Ziel dieser ersten Tätigkeiten war es auch, die während des Faschismus abgerissenen Kontakte zum übrigen deutschen Sprachraum wieder aufzunehmen.
In Abgrenzung zu den traditionalistisch-konservativen Tendenzen des Kulturinstituts wurde 1975 in Bozen das Südtiroler Kulturzentrum gegründet.

### Theatergastspiele und Konzerte
Der Theatergastspielbetrieb konnte erst 1967 mit der Errichtung des Hauses der Kultur „Walther von der Vogelweide“ in Bozen aufgenommen werden; an seiner Fassade ist in bildungsbürgerlicher Absicht der namengebende Minnesänger »in der Reichstonpose des Codex Manesse („Ich saz ûf eime steine“)« dargestellt. Auf dem Spielplan standen mit Stücken von Goethe, Shakespeare und Schiller hauptsächlich Klassiker der Weltliteratur. Seit der Jahrtausendwende fanden auch modern inszenierte Klassiker sowie zeitgenössische Stücke verstärkt Platz im Spielplan. Außerhalb der Landeshauptstadt Bozen werden Theatergastspiele und Gastkonzerte auch in Meran, Brixen, Bruneck, Schlanders und Eppan angeboten.
Beim Kinder- und Jugendtheater wird auf kind- bzw. jugendgerechte Themen geachtet, damit der Theaterbesuch in der Schule nachbearbeitet werden kann.
Auf dem Spielplan stehen Konzerte mit berühmten Ensembles aus dem Ausland sowie Liederabende. 
Ein musikalischer Höhepunkt in jedem Sommer ist die Konzertreihe Klangfeste, die im Jahr 2000 im Burghof von Schloss Runkelstein ins Leben gerufen wurde.

### Jugend- und Kinderbuchzentrum
Das Jugend- und Kinderbuchzentrum im Südtiroler Kulturinstitut (kurz JuKiBuZ) widmet sich seit 1999 der Leseförderung. Es wendet sich neben Kindern und Jugendlichen auch an Eltern, Lehrpersonen und Studierende. Das JuKiBuZ informiert über neuere Kinderliteratur, vermittelt Leseideen und hält Sekundärliteratur, sonstige Materialien und Unterlagen zur Leseförderung bereit. Es organisiert Schreibwerkstätten für Kinder, Leseclubs oder Leseseminare für Kinder. Auch Lesungen und Autorenbegegnungen für Kinder sind Bestandteile des Programms. 

### Tanz Bozen
Das alljährlich stattfindende Tanzfestival „Tanz Bozen“ bietet Kurse und Tanzdarbietungen. Unter dem Namen „Ballettsommer Bozen“ fand das Festival erstmals 1985 statt und wurde im Laufe der Jahre zu einem festen Bestandteil des europäischen Tanzgeschehens. Das Südtiroler Kulturinstitut organisiert seit 2003 das Kursprogramm.
Jedes Jahr unterrichten 25 bis 30 renommierte Dozenten, unterstützt von einem eigenen Musikerteam, verschiedene Tanzstile.

### Sprachstelle im Kulturinstitut
Die Sprachstelle ist eine Schnittstelle zwischen Sprachwissenschaft und einer breiteren Öffentlichkeit. Sie wertet für die besondere Situation Südtirols relevante Forschungsergebnisse aus, um sie allgemein zugänglich zu machen. Die Sprachstelle versucht, die Öffentlichkeit für sprachliche Belange zu sensibilisieren, sprachliche Besonderheiten zu verdeutlichen und zum kreativen und bewussten Umgang mit der deutschen Sprache anzuregen. Zu diesem Zweck werden Diskussionen, Vorträge, Themenabende und Tagungen zu aktuellen Sprachproblemen veranstaltet und Aktionen im sprachkulturellen Bereich durchgeführt. Durch Vorträge und Seminare möchte die Sprachstelle das Bewusstsein der Eltern für die Bedeutung der Sprachförderung ihrer Kinder stärken und ihnen beratend zur Seite zu stehen. 2009 wurde in Zusammenarbeit mit drei weiteren Bildungseinrichtungen das „Forum Text und Literatur“ gegründet, das Schreibwerkstätten sowie Seminare im Bereich Literatur anbietet. Die „Presseakademie“ in Zusammenarbeit mit der Volkshochschule Südtirol bietet Fortbildungen für alle, die im Bereich Journalismus, PR, Öffentlichkeitsarbeit, Kommunikation oder Marketing tätig sind.

## Projekte
Ausstellungen und Tagungen
Das Kulturinstitut bietet verschiedene Einzel- und Sammelausstellungen an, so auch zu Leben und Werk berühmter Persönlichkeiten. Alle zwei Jahre werden die Siegerblätter des österreichischen Grafikwettbewerbs ausgestellt.
Die Organisation der „Österreichischen Buchausstellung“, die 1955 zum ersten Mal veranstaltet wurde, ist ein weiterer Schwerpunkt des Instituts. Mit dem Titel Bücherwelten im Waltherhaus gibt die Ausstellung alljährlich einen Überblick über die Neuerscheinungen in österreichischen und Südtiroler Buchverlagen, zeigt ausgewählte Neuerscheinungen der Kinder- und Jugendliteratur aus Deutschland und der Schweiz und stellt ausgewählte Hörbücher vor. Die Ausstellung wird ergänzt durch Lesungen, Diskussionen und Werkstätten für Kinder. Das Kulturinstitut organisiert wissenschaftliche Tagungen zu den verschiedensten Themen sowie pädagogische Tagungen für Grundschullehrer. 
Publikationen
Das Südtiroler Kulturinstitut fördert Publikationen, die für Südtirol von Interesse sind, und ist als Herausgeber von wissenschaftlichen Werken über Kunst und Kultur in Südtirol tätig. 
Reihen
- Jahrbuch des Südtiroler Kulturinstitutes. 9 Bände. 1969–1980.
- Schriftenreihe des Südtiroler Kulturinstitutes. 18 Bände
- Veröffentlichungen des Südtiroler Kulturinstitutes. 2003ff. 14 Bände

## Walther-von-der-Vogelweide-Preis
1960 wurde vom Kulturwerk für Südtirol in München der „Walther-von-der-Vogelweide-Preis“ zur Anerkennung wissenschaftlicher und künstlerischer Leistungen gestiftet. Das Kulturinstitut schlägt mögliche Preisträger vor und organisiert die Feierlichkeiten zur Preisverleihung. Seit 1968 wird zudem ein „Walther-von-der-Vogelweide-Förderpreis“ und seit 2018 der Jugendpreis an jüngere Talente verliehen.
| Preisträger seit 1960 (Hauptpreis) - 2019: Peter Mitterrutzner - 2013: Helmut Stampfer, Völs am Schlern - 2010: Markus Vallazza, Bozen - 2008: Karl Grasser - 2005: Joseph Zoderer, Terenten - 2003: Robert Scherer - 2002: Hans Grießmair, Brixen - 2000: Friedrich Gurschler, Schnals - 1998: Egon Kühebacher, Bruneck - 1996: Josef Gelmi, Brixen - 1994: Hubert Stuppner, Truden - 1992: Peter Fellin, Meran - 1989: Wolfgang Röd, Bruneck - 1987: Heiner Gschwendt, Klausen - 1985: Franz Tumler, Bozen - 1983: Peter Hölzl, Meran - 1981: Hans Prünster, Bozen - 1979: Karl Plattner - 1978: Hermann Eichbichler, Klausen - 1977: Landesverband für Heimatpflege, Bozen - 1976: Martin Rainer, Brixen - 1975: Alois Staindl, Brixen - 1974: Matthias Ladurner-Parthanes, Meran; Luis Oberrauch, Bozen-Gries - 1973: Josef Rampold, Bozen - 1972: Johanna Blum, Ritten - 1971: Karl Wolfsgruber, Brixen - 1969: Othmar Barth, Brixen - 1968: Sepp Thaler, Auer - 1967: Erich Pattis, Bozen - 1966: Hans Fink, Brixen - 1965: Anselm Sparber, Eppan - 1964: Hubert Mumelter, Bozen/St. Konstantin - 1963: Maria Delago, Bozen - 1962: Karl Maria Mayr, Bozen - 1961: Karl Theodor Hoeniger, Meran - 1960: Karl Felix Wolff, Bozen | Preisträger seit 1968 (Förderpreis) - 2023: Franziska Gilli - 2020: David Fliri - 2017: Kurt Gritsch - 2015: Hanns-Paul Ties - 2014: Andreas Oberhofer - 2012: Gudrun Sulzenbacher - 2011: Astrid Kofler - 2009: Manuela Kerer - 2007: Sabine Gruber - 2006: Christine Roilo - 2004: Rut Bernardi - 2001: Eduard Demetz - 1999: Paul Videsott - 1997: Carl Kraus - 1995: Robert Bosisio - 1994: Erika Kustatscher - 1993: Leo Andergassen - 1992: Carmen Tartarotti - 1991: Günther Niederwanger - 1990: Carmen Müller - 1988: Hannes Obermair - 1987: Mercedes Blaas - 1986: Konrad Rabensteiner - 1985: Elmar Waibl - 1983: Sepp Haller - 1982: Gottfried Oberthaler - 1981: Guido Anton Muss - 1980: Lois Craffonara - 1979: Karl Gruber - 1978: Arbeitskreis für Literatur im Südtiroler Künstlerbund - 1977: Reimo Lunz - 1976: Hans Grießmair - 1974: Arbeitskreis Brunnenburg - 1973: Peter Ortner - 1972: Arbeitskreis für Umweltgestaltung - 1971: Egon Kühebacher - 1970: Herbert Paulmichl - 1968: Luis Stefan Stecher |